# John Dodd
John Dodd (Londra, 28 dicembre 1752 – Londra, 4 ottobre 1839) è stato un archettaio inglese.
Contemporaneo di Tourte, è stato il più grande archettaio della scuola inglese fino a James Tubbs, al punto da essere definito il "Tourte inglese".

## Biografia
Figlio di Edward Dodd I, prima di trasferirsi a Richmond ha vissuto a Southwark, quindi a Kew per alcuni anni dopo il 1800. Prima di dedicarsi all'archetteria ha lavorato costruendo parti di armi da fuoco e bilance per monete, quindi ha iniziato a costruire archi negli anni Ottanta del Settecento.
Benché spesso avesse difficoltà economiche, al punto di non riuscire a procurarsi il cibo, custodiva gelosamente la sua arte e rifiutò cospicue offerte in denaro per i suoi modelli, anche di mille sterline, e per lo stesso motivo non voleva apprendisti con sé. Dodd era un abile artista e un uomo ingegnoso, ha anche ideato un tipo particolare di doppia sega per tagliare le bacchette, ma era anche analfabeta e stando al dottor Sellé, suo patrono che spesso lo ha assistito economicamente, era capace di scrivere correttamente solo il suo nome. Di piccola statura e dall'andatura dondolante, vestiva in maniera poco curata ed era abituale frequentatore di pub. Era un personaggio bizzarro, girava spesso con le tasche piene di conchiglie e gusci di ostrica recuperati da varie bancarelle, con i quali costruiva le finiture per le montature degli archi. Spesso era a corto di argento per le montature e l'anziana padrona di casa lo rimproverava per avere usato diverse delle sue posate allo scopo.
Gli ultimi anni della sua vita sono stati caratterizzati da grande povertà, ed è stato sostenuto da alcuni amici che gli hanno fornito il cibo quotidiano. Ha vissuto gli ultimi anni nell'ospizio di Richmond, dove è morto per una bronchite. È stato seppellito a Kew.

## Caratteristiche

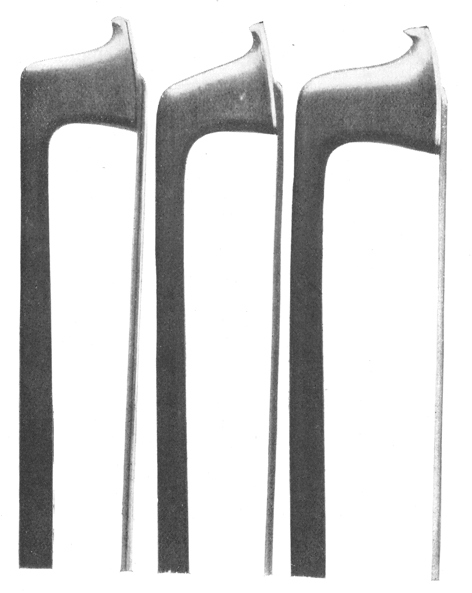
Da sinistra a destra, due punte di archi da violino e uno da viola di John Dodd.

Nel periodo in cui ha cominciato a produrre, l'archetteria inglese era ancora all'inizio della sua evoluzione. Dodd costruiva sia archi con punta a becco di cigno sia con punta ad accetta, e mentre i secondi portavano usualmente il suo timbro, i commercianti che apponevano il proprio marchio sui suoi archi preferivano i primi. La tecnica di Dodd nella maturità ha incorporato le innovazioni che già da tempo erano proprie della scuola francese, e che ancora fino al 1815 circa erano sconosciute ai costruttori inglesi, ovvero la punta modello Tourte, la bacchetta ottagonale e l'anello metallico nel nasetto; gli archi del primo periodo sono invece meno evoluti e sono stati spesso modernizzati in seguito.

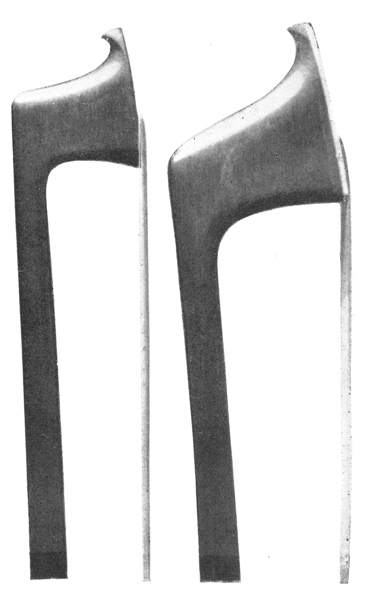
Da sinistra a destra, punte di un arco da viola e uno da violoncello di John Dodd.

Dodd costruiva sia bacchette tonde sia ottagonali e impiegava pernambuco scuro di ottima qualità, che si ipotizza venisse importato in Inghilterra non come materia prima ma sotto forma di assi di botte, infatti talvolta è possibile rinvenire segni lasciati dai chiodi nel legno usato per le sue bacchette. Aveva una tecnica poco evoluta per il taglio delle bacchette, tagliando da un blocco la bacchetta direttamente con la curvatura desiderata, invece di tagliare bacchette dritte da curvare in un secondo momento. Le curve dei suoi archi sono molto curate e nonostante le linee leggere hanno ottima forza e sostengono bene i colpi d'arco energici. Solitamente i suoi archi non consentono di montare un fascio di crini molto ampio. Gli archi da violino e da viola di Dodd, a differenza dei suoi contemporanei francesi, sono ritenuti leggermente corti rispetto agli standard moderni, mentre quelli da violoncello sono in genere considerati di lunghezza e peso ideali e spesso preferiti alla blasonata controparte francese.
Il timbro con il suo nome a caratteri cubitali era impresso sulla bacchetta e sul nasetto, ma in molti archi la montatura è stata rifatta e rimane solo il timbro sulla bacchetta.
La qualità costruttiva e le finiture della sua produzione sono eccellenti, salvo in alcuni archi costruiti con legno di bassa qualità, probabilmente destinati a soddisfare commissioni scarsamente retribuite. Produceva infatti archi di varie fasce qualitative, anche economici e non molto buoni, e il suo marchio è stato contraffatto da costruttori scadenti: a causa di questi motivi il suo nome è stato ingiustamente screditato agli occhi di molti musicisti che non erano in grado di riconoscere gli archi originali. Ha costruito anche archi con montature pregiatissime, destinati a membri della famiglia reale. Un suo arco modello Corelli, costruito con legno di eccezionale qualità e con una curva perfetta, è uno degli archi antichi meglio conservati al mondo. Molti suoi archi sono stati modificati ed assottigliati in seguito, svalutandoli completamente.